# 豊岡村 (大分県)
豊岡村（とよおかむら）は、大分県直入郡にあった村。現在の竹田市の一部にあたる。竹田町の衛生都市的存在であった。

## 地理
稲葉川（飛田川）の流域を主体とした東西に長い村。

## 歴史
- 1889年（明治22年）4月1日、町村制の施行により、直入郡会々村、飛田川村が合併して村制施行し、豊岡村（第一次）が発足[1][2]。旧村名を継承した会々、飛田川の2大字を編成[2]。
- 1942年（昭和17年）4月1日、県の指導により直入郡竹田町、明治村、岡本村と合併し、竹田町が存続して廃止された[1][2]。
- 1950年（昭和25年）9月1日、分離運動の結果、直入郡竹田町大字会々・飛田川が分立し豊岡村（第二次）が発足[1][2]。会々、飛田川の2大字を編成。
- 1954年（昭和29年）3月31日、直入郡竹田町、玉来町、嫗岳村、城原村、菅生村、入田村、松本村、宮砥村、宮城村と合併し、市制施行し竹田市を新設して廃止された[1][2]。

### 地名の由来
豊後国の豊と岡藩の岡を組み合わせたもの。

## 産業
- 農業[2]

## 交通

### 鉄道
- 1924年（大正13年）国有鉄道犬飼線（現豊肥本線）豊後竹田駅開設[2]